# 尼玛扎西 (企业家)
尼玛扎西（藏語：ཉི་མ་བཀྲ་ཤིས་，威利转写：nyi ma bkra shis；1963年—），藏族，中华人民共和国企业家，西藏宏绩集团有限公司董事长。2018年被评为改革开放40年百名杰出民营企业家。